# Gerhard Bähr (Sprachwissenschaftler)
Gerhard Bähr (6. Mai 1900 in Legazpia – 27. April 1945 in Berlin) war ein baskischer Sprachwissenschaftler deutscher Herkunft.

## Herkunft und Kindheit
Er war der Sohn eines deutschen Ingenieurs aus Osterode, der die Udana-Minen (Kantabrisches Gebirge) ausbeutete. Bähr wuchs mit drei Brüdern und einer Schwester in der Gemeinde Oñati auf. Durch den Kontakt mit Einheimischen lernte er Baskisch schon in jungen Jahren. Zum Besuch einer höheren Schule, wurde er auf ein deutsches Internat bei Naumburg (Saale) geschickt. Dem Baskenland blieb er aber eng verbunden.

## Forschungstätigkeit
Ab 1926 veröffentlichte er im Eusko Ikaskuntzen Nazioarteko Aldizkaria, einer geisteswissenschaftlichen Fachzeitschrift. 1929 schrieb er einen Artikel über Hugo Schuchardt, um die Persönlichkeit und das Werk dieses Meisters unter baskischsprachigen Menschen bekannt zu machen. Er  wurde 1940 in Göttingen zum Dr.phil promoviert. Seine Dissertation handelte von der baskischen Sprache, Baskisch und Iberisch. Er forschte über die Verwandtschaft zwischen Baskisch und Iberisch und auch einige sprachliche und ethnografische Probleme (Insektennamen und Aberglaube über sie). Seine Korrespondenz mit anderen baskischen Linguisten wurde 2005 veröffentlicht.

## Tod und Gedenken
Während des Zweiten Weltkriegs war er Soldat der deutschen Wehrmacht und verschwand 1945, kurz vor Kriegsende, in der Schlacht um Berlin in Berlin. Zu diesem Zeitpunkt hatte er fünfzehn Sprachen gelernt, zuletzt Lettisch. Er hinterließ eine Frau und einen Sohn.

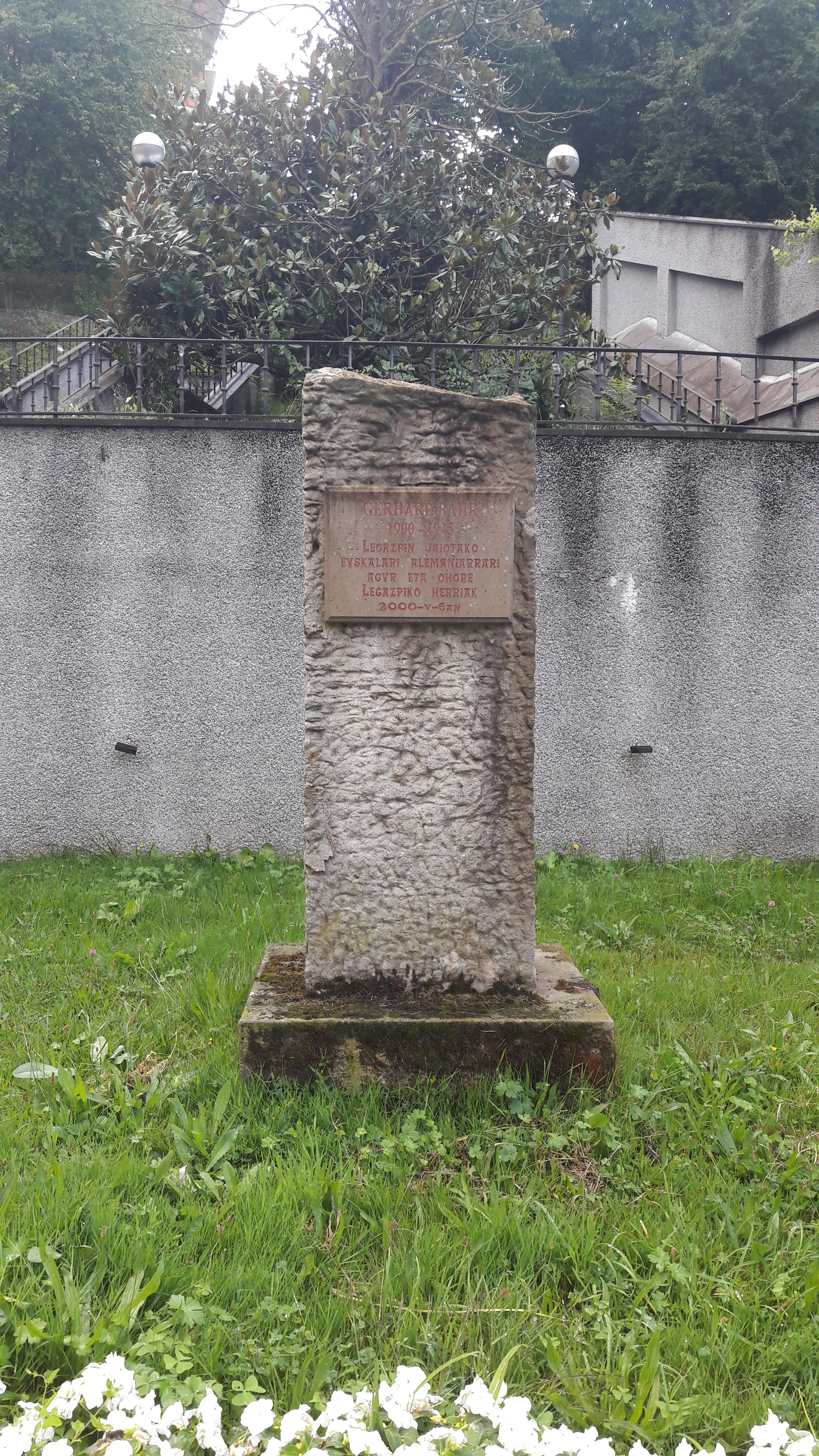
Gedenkstein für Gerhard Bähr in Legazpia

Im Jahr 2000 errichtete der Stadtrat von Legazpi anlässlich seines 100. Geburtstages gegenüber der Stadtkirche ein Denkmal.

## Veröffentlichungen
- (1936): «Nombres de animales en vascuence: (etimología y folklore)», Eusko Ikaskuntzen Nazioarteko Aldizkaria (27). 77-122 or.
- (1934): «Aurten, geurtz, igaz», Eusko Ikaskuntzen Nazioarteko Aldizkaria (25). 288-289 or.
- (1933): «Medubriga, die bleistard?», Eusko Ikaskuntzen Nazioarteko Aldizkaria (24). 21-29 or.
- (1931): «El arco iris y la vía láctea: (vocablos, etimologías y difusión, creencias populares)», Eusko Ikaskuntzen Nazioarteko Aldizkaria (22). 397-414 or.
- (1928): «Los nombres vascos de la abeja, mariposa, rana y otros bichos», Eusko Ikaskuntzen Nazioarteko Aldizkaria (19). 1-7 or.
- (1927): «Otra vez eslata "vallado de madera"», Eusko Ikaskuntzen Nazioarteko Aldizkaria (18). 162-163 or.
- (1926): «Sobre el nombre del plomo en vascuence», Eusko Ikaskuntzen Nazioarteko Aldizkaria (17). 20-21 or.
- (1929): «Nombres de plantas en vascuence», Eusko Ikaskuntzen Nazioarteko Aldizkaria (20). 449-454 or.
- (1926): «Estudio sobre el verbo guipuzcoano, comprendiendo el presente e imperfecto de indicativo del auxiliar transitivo "izan" y de los verbos "jakin, euki, ekarri, eraman, egon, joan, etorri, ibili" en sus flexiones comunes y alocutivas», Eusko Ikaskuntzen Nazioarteko Aldizkaria (17). 98-122 or.
- (1926): «Estudio sobre el verbo guipuzcoano, comprendiendo el presente e imperfecto de indicativo del auxiliar transitivo "izan" y de los verbos "jakin, euki, ekarri, eraman, egon, joan, etorri, ibili" en sus flexiones comunes y alocutivas», Eusko Ikaskuntzen Nazioarteko Aldizkaria (17). 370-394 or.
- (1927): «Estudio sobre el verbo guipuzcoano, comprendiendo el presente e imperfecto de indicativo del auxiliar transitivo "izan" y de los verbos "jakin, euki, ekarri, eraman, egon, joan, etorri, ibili" en sus flexiones comunes y alocutivas», Eusko Ikaskuntzen Nazioarteko Aldizkaria (18). 437-469 or.
- (1928): «Estudio sobre el verbo guipuzcoano, comprendiendo el presente e imperfecto de indicativo del auxiliar transitivo "izan" y de los verbos "jakin, euki, ekarri, eraman, egon, joan, etorri, ibili" en sus flexiones comunes y alocutivas», Eusko Ikaskuntzen Nazioarteko Aldizkaria (19). 287-312 or.
- (1929): «Estudio sobre el verbo guipuzcoano, comprendiendo el presente e imperfecto de indicativo del auxiliar transitivo "izan" y de los verbos "jakin, euki, ekarri, eraman, egon, joan, etorri, ibili" en sus flexiones comunes y alocutivas», Eusko Ikaskuntzen Nazioarteko Aldizkaria (20). 325-349 or.
- (1930): «Estudio sobre el verbo guipuzcoano, comprendiendo el presente e imperfecto de indicativo del auxiliar transitivo "izan" y de los verbos "jakin, euki, ekarri, eraman, egon, joan, etorri, ibili" en sus flexiones comunes y alocutivas», Eusko Ikaskuntzen Nazioarteko Aldizkaria (21). 547-587 or.
- (1931): «Estudio sobre el verbo guipuzcoano, comprendiendo el presente e imperfecto de indicativo del auxiliar transitivo "izan" y de los verbos "jakin, euki, ekarri, eraman, egon, joan, etorri, ibili" en sus flexiones comunes y alocutivas», Eusko Ikaskuntzen Nazioarteko Aldizkaria (22). 245-269 or.
- (1934): «Estudio sobre el verbo guipuzcoano, comprendiendo el presente e imperfecto de indicativo del auxiliar transitivo "izan" y de los verbos "jakin, euki, ekarri, eraman, egon, joan, etorri, ibili" en sus flexiones comunes y alocutivas», Eusko Ikaskuntzen Nazioarteko Aldizkaria (25). 63-77 or.